# Gobernador Mansilla
Gobernador Mansilla är en ort i Argentina.   Den ligger i provinsen Entre Ríos, i den centrala delen av landet, 250 km norr om huvudstaden Buenos Aires. Gobernador Mansilla ligger 50 meter över havet och antalet invånare är 2 264.
Terrängen runt Gobernador Mansilla är mycket platt. Runt Gobernador Mansilla är det glesbefolkat, med 9 invånare per kvadratkilometer.. Närmaste större samhälle är General Galarza, 19,9 km söder om Gobernador Mansilla.
Trakten runt Gobernador Mansilla består till största delen av jordbruksmark.